# Żukowice (województwo świętokrzyskie)
Żukowice – wieś w Polsce położona w województwie świętokrzyskim, w powiecie buskim, w gminie Nowy Korczyn.
W latach 1975–1998 miejscowość należała administracyjnie do województwa kieleckiego.
Przez wieś przechodzi  zielony szlak turystyczny z Grochowisk do Wiślicy.